# Himantornis haematopus
Il rallo di Nkulengu o rallo piedirossi  (Himantornis haematopus Hartlaub, 1855), unica specie del genere Himantornis Hartlaub, 1855, è un uccello della famiglia dei Rallidi originario dell'Africa occidentale e centrale.

## Distribuzione e habitat

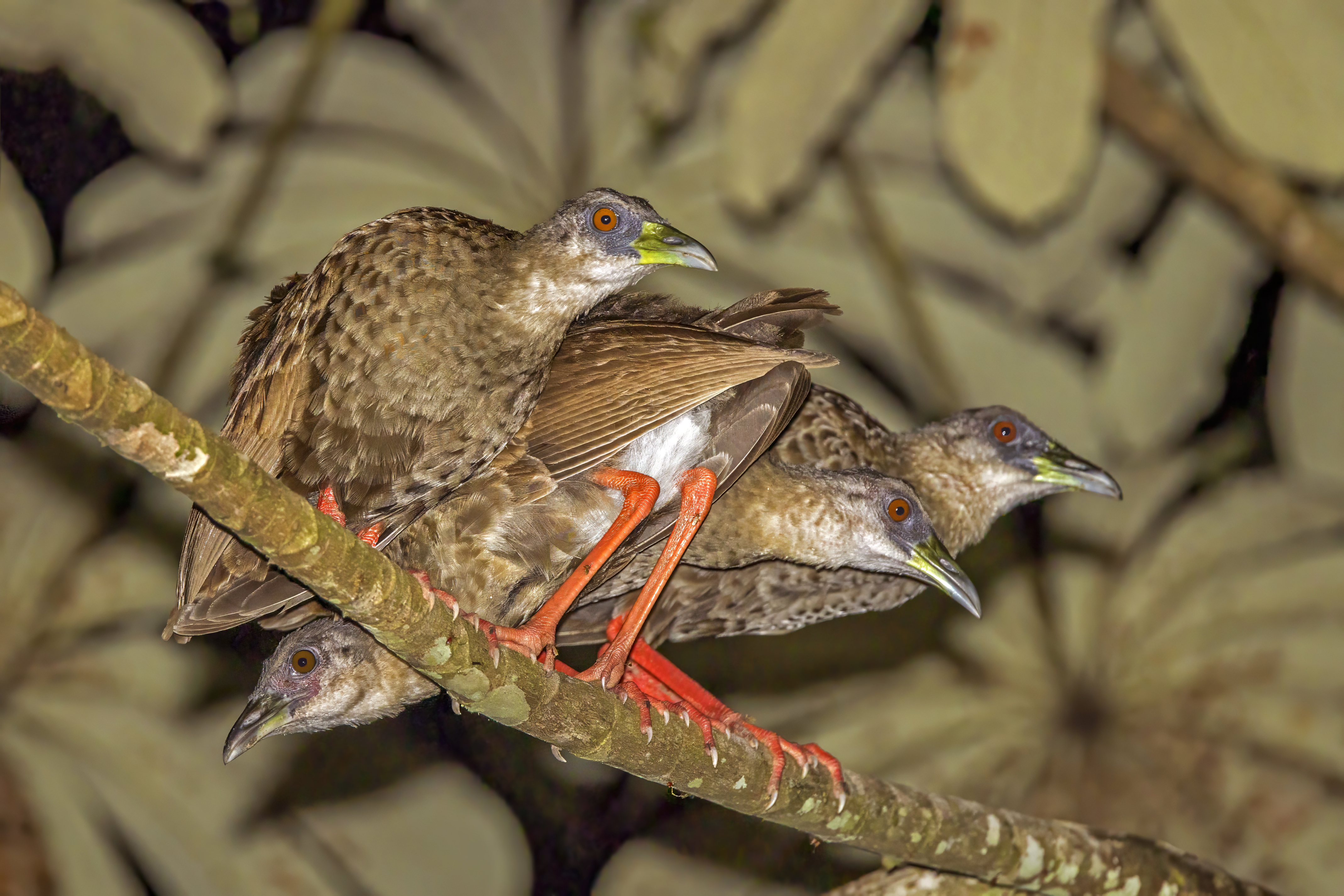
Esemplari di rallo fotografati di notte nella foresta ghanese

L'areale della specie comprende la fascia delle foreste pluviali che si estende dalla Guinea alla Repubblica Democratica del Congo. Predilige le foreste a galleria e le paludi, ed è stato osservato anche nelle formazioni a mangrovie.

## Biologia
Il rallo di Nkulengu è una specie stanziale, dalle abitudini riproduttive poco conosciute. Generalmente va in cerca di cibo in gruppi di 2-3 esemplari, nelle ore diurne, ed è maggiormente attivo all'alba e al crepuscolo; talvolta, durante la stagione secca, è stato osservato in compagnia di altre specie insettivore, in particolare attorno alle colonne di formiche scacciatrici. Trascorre la notte appollaiato su un cespuglio o un albero basso.

### Alimentazione
La dieta del rallo di Nkulengu comprende chiocciole, millepiedi, insetti (come formiche e Coleotteri), piccoli anfibi (come rane) e semi dal rivestimento duro. Assieme al Aramides cajaneus, il rallo di Nkulengu è l'unica specie che segue le colonne di formiche legionarie per cibarsi degli invertebrati che incontrano.

### Riproduzione
Gli studiosi hanno avuto modo di osservare solo due nidi di questo animale: entrambi erano costituiti da una rozza struttura di foglie e ramoscelli posta a circa 1,2 m di altezza dal suolo (una su un arbusto, l'altra su un albero).